# Monticello, Wisconsin
Monticello är en ort i Green County i delstaten Wisconsin, USA.